# Нестеровский, Роман
Роман Нестеровский (эст. Roman Nesterovski; 9 июня 1989, Нарва) — эстонский футболист, защитник.

## Биография
Воспитанник нарвского футбола. Во взрослых соревнованиях начал выступать в 2005 году в низших лигах в командах Северо-Востока Эстонии. С 2007 года играл за «Калев» (Силламяэ) в первой лиге, а 8 марта 2008 года сыграл свой первый матч в высшем дивизионе, против «Таммеки». В составе «Калева» в 2009 году стал серебряным призёром чемпионата Эстонии. Половину сезона 2010 года провёл на правах аренды в «Лоотусе» (Кохтла-Ярве), игравшем в том сезоне в высшей лиге. Затем вернулся в «Калев» и продолжал выступать за него до конца 2012 года. Сыграл за клуб из Силламяэ 177 матчей в первенствах страны, из них 142 — в высшем дивизионе.
Сезон 2013 года начал в первой лиге в составе «Локомотива» (Йыхви), однако уже весной перешёл в «Транс». В клубе из Нарвы выступал в течение четырёх лет, провёл 135 матчей в чемпионатах и забил 19 голов, в том числе в сезоне 2016 года сыграл все 36 матчей без замен. Был капитаном команды и штатным исполнителем пенальти.
В 2017 году перешёл в «ФКИ Таллинн», однако там не стал регулярным игроком основы. После объединения клуба с «Левадией» остался в новом клубе, но в сезоне 2018 года сыграл только один матч. В начале 2019 года вернулся в «Транс».

## Достижения
- Обладатель Кубка Эстонии (1): 2018/19.
- Финалист Кубка Эстонии (1): 2019/20.